# 송영훈
송영훈(1974년 ~ )은 1985년 서울시립교향악단 협연으로 데뷔한 첼리스트이다.

## 학력
- 시벨리우스음악원
- 왕립노던음악대학교
- 줄리어드스쿨 음악학교
- 줄리어드스쿨 예비학교

## 경력
- 2002년 한국 문화대사
- 2002년 잉글리쉬 챔버 오케스트라 객원 수석
- 1999년 금호현악4중주단 멤버
- 1996년 세종솔로이스츠 멤버

## 방송
- 2015년 ~ 2018년, 2019년 ~ 2024년 KBS 클래식FM 《송영훈의 가정음악》

## 앨범
- 2006년 《Tango》
- 2007년 《Song Of Brazil》
- 2009년 《Rachmaniniff & Shostakovich (라흐마니노프 & 쇼스타코비치 첼로소나타)》
- 2010년 《Piazzolla Masterworks》
- 2010년 《A Latin American Journey》

## 공연
- 2011년
  - 예술의전당 11시 콘서트
  - 송영훈과 함께하는 신년음악회
  - 발렌타인데이 아르츠콘서트 - 세기의 사랑
  - 예술의전당 11시 콘서트
  - The Great 3B 시리즈 브람스 2011 - 3월
  - 트래블링 파가니니
  - 2011 교향악축제 - 울산시립교향악단
  - 송영훈의 4 첼리스트 콘서트 - 부산
  - 송영훈의 4 첼리스트 콘서트 - 대구
  - 송영훈의 4 첼리스트 콘서트 - 예술의 전당
  - 7인의 음악인들 - 대구
  - 7인의 음악인들 - 진주
  - 7인의 음악인들 - 진주
  - 7인의 음악인들 - 예술의 전당
  - MIK 앙상블 리사이틀 2011 - 부산
  - MIK 앙상블 리사이틀 2011 - 대구
  - MIK 앙상블 리사이틀 2011 - LG아트센터
  - 성남시립교향악단 89회 정기연주회
- 2012년
  - 2012 예술의전당 11시 콘서트 - 2월
  - 카잘스 페스티벌 인 코리아 - 진주
  - 카잘스 페스티벌 인 코리아 - 의정부
  - 카잘스 페스티벌 인 코리아 - 예술의전당
  - 화이트데이 아르츠 콘서트 - 부산
  - 화이트데이 아르츠 콘서트 - 대구
  - 화이트데이 아르츠 콘서트 - 울산
  - 화이트데이 아르츠 콘서트 - 예술의전당
  - 송영훈의 4 첼리스트 콘서트 - 군포
  - 송영훈의 4 첼리스트 콘서트 - 예술의전당
  - 송영훈의 4 첼리스트 콘서트 - 대구
  - 2012 MIK 앙상블 리사이틀 - 부평
  - 2012 MIK 앙상블 리사이틀 - 예술의전당
  - 서울챔버오케스트라 제81회 정기연주회
  - The One and Only 문화나눔콘서트
  - 세종솔로이스츠 - 희와 비
  - 송영훈과 대명페스티발오케스트라
  - 크리스마스 아르츠 콘서트 인 뉴욕
- 2013년
  - NH신년음악회
  - 2013 예술의전당 11시 콘서트 - 2월
  - 첼리스트 송영훈 리사이틀 - 부산
  - 서울시향 특별음악회 - 베토벤Ⅱ
  - 서울시향의 심포니 시리즈 I
  - 송영훈 한일 리사이틀 투어
  - 2013 김정원과 친구들 - 광주
  - 2013 김정원과 친구들 - LG아트센터
  - 강동석과 함께하는 실내악 여행 - 수원
  - 송영훈의 4 첼리스트 콘서트 - 울산
  - 송영훈의 4 첼리스트 콘서트 - 노원문화예술회관
  - 송영훈의 4 첼리스트 콘서트 - 세종문화회관
  - 2013 피스 & 피아노 페스티벌 - 오마주 콘서트
  - 양성원의 콰르텟 친구들 - 안양
  - 클래식이 필요한 순간들 - 인천
  - 예술의전당 클래식 스타 시리즈 - 배익환 & 송영훈 & 임성미 트리오
- 2014년
  - 2014 예술의전당 11시 콘서트 - 1월
  - 2014 예술의전당 11시 콘서트 - 2월
  - 마티네 콘서트 - 광주
  - 바이올리니스트 이경선과 친구들
  - 11시 콘서트 첼로 송영훈 - 천안
  - 송영훈의 4 첼리스트 콘서트 - 대구
  - 폴인어쿠스틱 페스티벌 2014
  - 베를리오즈 환상 - 광주
  - 송영훈 첼로 리사이틀 - 예술의전당
  - SKYWALK MUSIC FESTIVAL 4회 - 첼리스트 송영훈
  - MIK앙상블 브람스 리사이틀
  - 2014 마티네 콘서트 - 성남아트센터
  - 2014 GAC 제야음악회 - 강동아트센터
- 2015년
  - 정명훈과 서울시향의 신년음악회
  - 향수 - 세종문화회관
  - 송영훈 & 제이슨 뷔유 듀오 콘서트
  - 첼리스트 송영훈과 세 개의 협주곡
  - 그랑 탱고 - 송영훈 & 쿠아트로시엔토스

## 수상
- 한국일보 콩쿠르 1위
- 이화경향 콩쿠르 1위
- 2001년 대통령상
- 노던 왕립 음악원 콩쿠르 전체 대상